# Ianina Jeïmo
Ianina Boleslavovna Jeïmo (en russe : Янина Болеславовна Жеймо), née le 29 mai 1909 à Volkovysk, dans l'Empire russe (maintenant Vawkavysk en Biélorussie) et morte le 29 décembre 1987 à Varsovie, est une actrice soviétique d'origine polonaise.
Elle est récipiendaire de l'ordre de l'Insigne d'honneur.

## Biographie
Ianina Jeïmo est née dans la famille d'artistes de cirque. Son père Joseph Boleslav Jeïmo était polonais, la mère - russe. Yanina participait aux représentations dès l'âge de trois ans. Elle était gymnaste, acrobate, cavalière et actrice excentrique. Sa carrière cinématographique a commencé en 1926. Diplômée de la Fabrique de l'acteur excentrique en 1929 elle devient actrice du Lenfilm. Pendant la Seconde Guerre mondiale, Jeïmo reste dans le Léningrad assiégé. De 1949 à 1956, elle fait partie de la troupe du Théâtre national d'acteur de cinéma.
Ianina Jeïmo est apparue dans plus de trente films entre 1925 et 1975. Avec la taille de moins de 148 cm l'actrice jouait principalement les écolières et les jeunes filles. Pour son interprétation d'Assia dans Les Amies de Leo Arnchtam et de Nadia dans Les Ennemis d'Aleksandre Ivanovski, l'actrice est décorée de l'ordre de l'Insigne d'honneur en 1939. Elle a aussi marqué les esprits avec le rôle principal dans Cendrillon de Nadejda Kocheverova et Mikhaïl Chapiro sorti en 1947.
Elle fut l'épouse d'Andreï Kostritchkine dont elle a une fille appelée comme elle Ianina, et de Iossif Kheifitz dont elle a le fils Youli Jeïmo devenu caméraman. En 1957, avec son troisième époux Leon Jeannot, l'actrice a quitté l'URSS pour la Pologne. Elle venait toutefois fréquemment à Moscou et s'y est de nouveau installée au numéro 21, rue Leskova, dans les années 1980.
L'actrice est décédée à Varsovie le 29 décembre 1987. Son corps fut rapatrié à Moscou et inhumé au cimetière Vostriakovo selon sa volonté.

## Filmographie sélective
- 1925 : Les Michkas contre Ioudenitch de Grigori Kozintsev et Leonid Trauberg
- 1926 : La Roue du diable de Grigori Kozintsev et Leonid Trauberg
- 1926 : Le Manteau de Grigori Kozintsev et Leonid Trauberg
- 1927 : SVD : L’Union pour la grande cause de Grigori Kozintsev et Leonid Trauberg
- 1927 : Somebody Else's Coat  (Chuzhoy pidzhak) de Boris Shpis (en)
- 1927 : Le Petit Frère de Grigori Kozintsev et Leonid Trauberg
- 1929 : La Nouvelle Babylone de Grigori Kozintsev et Leonid Trauberg
- 1935 : Les Amies (Подруги) de Leo Arnchtam : Assia
- 1943 : Nous, de l'Oural de Lev Koulechov et Alexandra Khokhlova
- 1947 : Cendrillon (Золушка) de Nadejda Kocheverova et Mikhaïl Chapiro